# Pierre Sommer
Pour les articles homonymes, voir Sommer.
Pierre Sommer, né le 13 juin 1909 à Mouzon et mort le 10 décembre 2002 dans le 16ème arrondissement de Paris, est un membre d'une famille d'industriels. Il est lui-même un industriel qui a fait fortune dans les équipements pour le secteur automobile. Il fonde avec sa femme Adrienne la Fondation Adrienne-et-Pierre-Sommer, en avant-garde sur les relations entre hommes et animaux. 

## Famille

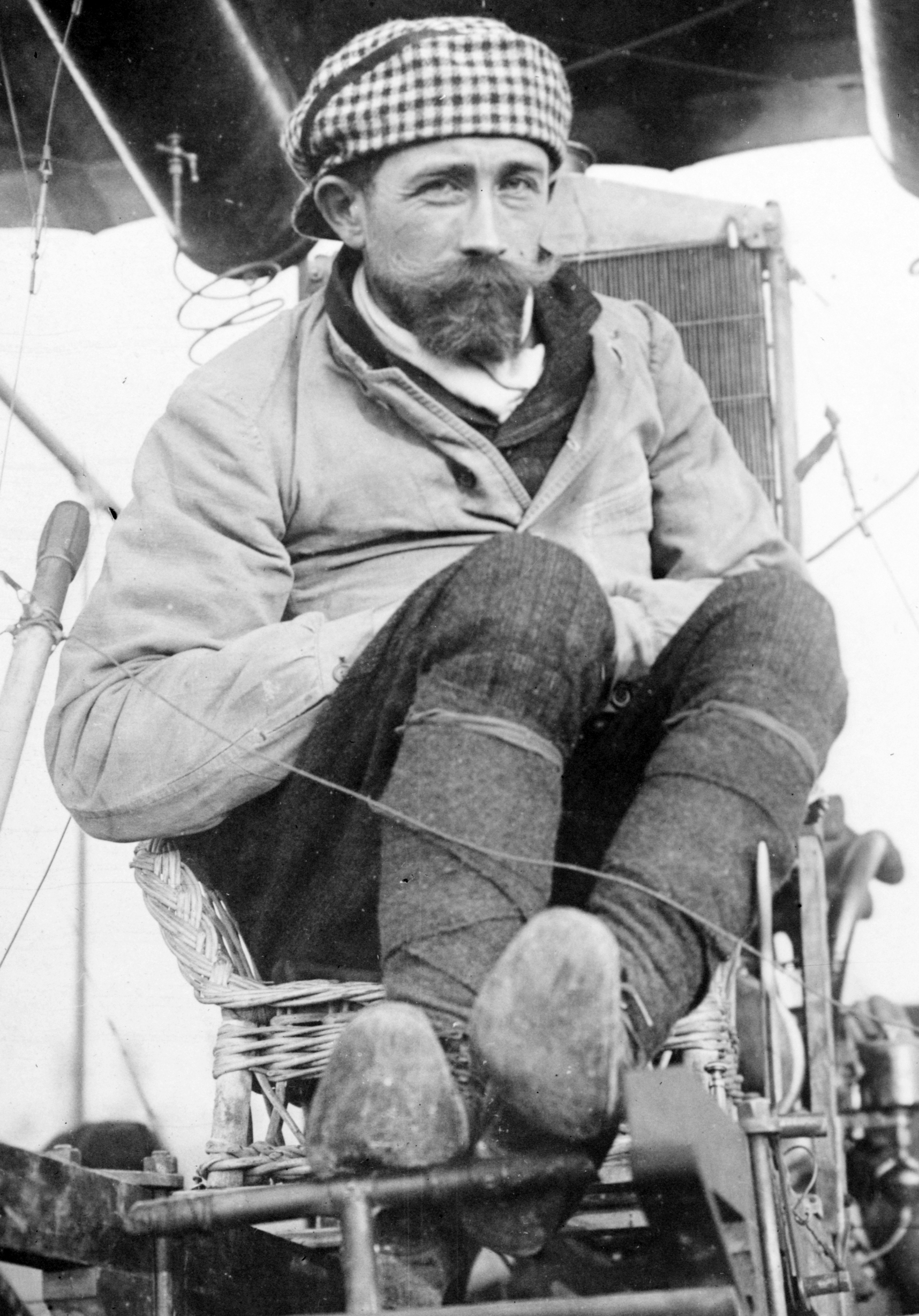
Son père Roger Sommer dans un biplan Farman

Alfred Sommer, le grand-père de Pierre Sommer, fonde en 1880 à Mouzon dans les Ardennes, une usine de feutre. Cet Alsacien, fonde sa manufacture de feutre sur l'emplacement de la filature créée par les Neuflize en 1807. Il devient un des premiers fabricants d'Europe dans sa branche. Cette usine est encore aujourd'hui la seule feutrerie de France. 
Alfred a un premier fils, Roger, un industriel qui réussira bien. 
Roger Sommer, le père de Pierre aura trois fils : François, à l'origine du groupe Sommer-Allibert, puis Raymond qui fut un champion international de course automobile, enfin Pierre qui développa l'usine de feutre de Mouzon.

## Carrière
Pierre passe son baccalauréat à seize ans au lycée Janson-de-Sailly à Paris. Puis, il se retrouve immédiatement à apprendre le métier de feutrier, atelier par atelier. Des stages d'apprentissage complètent sa formation : huit mois dans un centre de triage et de lavage de la laine à Bradford et un voyage d'étude en Argentine et en Uruguay.
En 1940, Pierre devient aviateur comme son père et effectue son service militaire au Bourget ; puis, il est fait prisonnier et interné en Allemagne.
À la fin de la guerre, il remet en route avec son frère François, l'usine de Mouzon et dirige plus particulièrement le secteur du feutre qu'il développe et modernise.
Pierre consacre sa vie professionnelle à la réussite de l'entreprise. Il reste dans son métier d'origine, le feutre, dont il est responsable, mais également s'adapte à de nouveaux marchés en France et à l'étranger tout en maintenant le potentiel industriel à Mouzon et à Sedan. 
Le succès est foudroyant. De 1953 à 1972, le groupe Sommer multiplie son chiffre d'affaires par trente. Il détient 26 filiales dont 17 à l'étranger et emploie 6.500 personnes dont 5.200 en France. Le succès explique pourquoi De Gaulle salue "le résistant" François Sommer, le frère de Pierre. Le Premier ministre Georges Pompidou inaugure en 1965 la nouvelle usine Sommer de Sedan-Glaire.
Au début des années 2000, la société cède le contrôle de son activité automobile à l'équipementier automobile Faurecia, leader européen et 3e mondial sur le marché des sièges automobiles. Cette cession marque la disparition du nom Sommer dans l'industrie du feutre.

## Engagement humanitaire
Pierre Sommer s'engagera dans de nombreuses causes. 
1. Il aide le Musée du feutre. Ce musée est aujourd'hui une structure unique en Europe qui conserve la mémoire de ce patrimoine.
2. Il fonde le Musée des débuts de l'aviation à Douzy.
3. Il fonde la Fondation Adrienne-et-Pierre-Sommer  en 1971. Il partageait avec son épouse Adrienne l’amour de la nature et des animaux. Cela les amène à voyager et à participer à des chasses en Afrique. De cette expérience et du constat que les acquis des premiers âges de la vie son décisifs, ils décident de consacrer une partie de leur patrimoine à la création de cette fondation. Elle a pour objet de soutenir les actions éducatives, auprès des enfants surtout, qui contribuent à insérer la relation homme et animal dans une vision d’harmonie entre l’homme et la nature. La fondation est sous l’égide de la Fondation de France depuis 1984 avec trois missions[8]. À sa mort, Pierre Sommer dote la fondation d'un capital de 50 millions d'euros[9].
4. Il crée en 1988 la Fondation François-et-Pierre-Sommer. Son but est de venir aider le personnel des usines en difficulté, d’attribuer des bourses d’études, d’aider la commune dans tout le domaine du social et la maison de retraite en particulier, de soutenir le sport avec l’attribution du prix sportif Raymond-Sommer.

## Distinctions
- Chevalier de la Légion d'honneur (1994)